# Jean-Louis Taberd
Jean-Louis Taberd, né le 18 juin 1794 à Saint-Étienne (France) et décédé le 31 juillet 1840 à Calcutta (Inde), est  un prêtre de l'archidiocèse de Lyon entré aux Missions étrangères de Paris en 1820. Il est vicaire apostolique de Cochinchine en 1827, et consacré évêque en 1830. Contraint de quitter le pays, il est vicaire apostolique du Bengale de 1838 à sa mort en 1840.

## Biographie
Né à Saint-Étienne, Jean-Louis Taberd est ordonné prêtre pour le diocèse de Lyon en 1817. Souhaitant partir en pays de mission il entre dans la Société des Missions étrangères de Paris en 1820. Il est destiné à la Cochinchine (Sud du Vietnam actuel). Arrivé en Cochinchine il étudie la langue vietnamienne (annamite) et en acquiert une bonne maîtrise.
En 1827, il est déjà le vicaire apostolique de la Mission. Il est consacré évêque le 30 mai 1830, avec siège titulaire à Isauropolis (de).
La persécution des chrétiens par l’empereur du Viêt Nam Minh Mạng chasse l’évêque étranger qui doit partir en exil. Il se réfugie d’abord à Penang (actuelle Malaisie) (1834) d’où il passe à Calcutta en mai 1836.

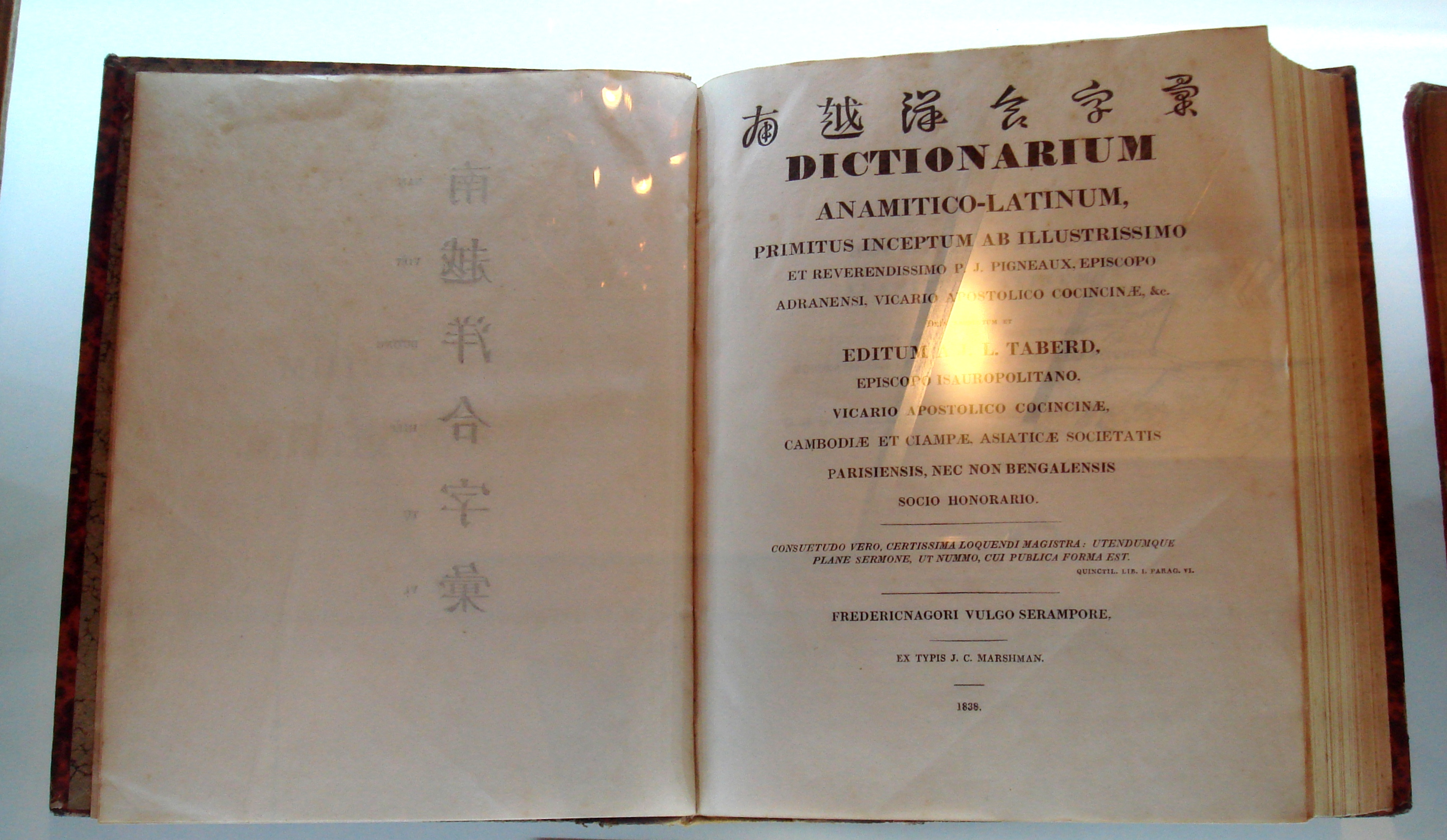
Page de titre du dictionnaire de 1838

Mettant à profit ses loisirs forcés, et avec le soutien de Lord Auckland, et la Société asiatique, il remet en chantier le Dictionnaire latin-portugais-vietnamien, magnum opus d'Alexandre de Rhodes, déjà revu en 1783 par Pigneau de Behaine et en publie un nouveau Dictionnaire latin-vietnamien en 1838. Pour ce faire, Jean-Louis Taberd réside durant deux ans à Serampore où se trouvent les presses polyglottes de la mission baptiste de William Carey et Joshua Marshman.
Son ouvrage terminé, Jean-Louis Taberd s’apprête à repartir pour l'Europe, lorsqu’il reçoit sa nomination comme deuxième vicaire apostolique du Bengale (1838), pour y prendre la succession de Mgr Robert Saint-Leger qui doit rentrer en Irlande. Il reste donc à Calcutta. Homme aimable et cultivé, il parvient à apaiser les rivalités qui minent la communauté catholique de Calcutta. Cependant après à peine une vingtaine de mois à la tête du vicariat, il est assailli par une violente fièvre et meurt inopinément (31 juillet 1840), à Bowbazar (Calcutta).

## Institut Taberd
En 1873, des prêtres des MEP ouvrirent à Saïgon (Cochinchine), un Institut Taberd en mémoire de l’ancien vicaire apostolique de Cochinchine. Repris par les Frères des écoles chrétiennes en 1889, il devint un des collèges les plus importants de la capitale, y formant l’élite du pays. L'institut Taberd fut nationalisé comme beaucoup d’autres institutions éducatives lors de la prise du pouvoir des communistes vietnamiens (1975).

## Succession apostolique
Jean-Louis Taberd a ordonné les évêques suivants :
- Évêque Jean-Paul-Hilaire-Michel Courvezy, M.E.P. (1833)
- Évêque Étienne-Théodore Cuenot, M.E.P. (1835)

## Œuvres
- (la) Dictionarium Anamitico-Latinum, primitus inceptum ab illustrissimo P.J. Pigneaux, dein absolutum et ed. a J. L. Taberd, Serampore, 1838.
- (en) « Notes on the Geography of Cochin China », Journal of the Asiatic Society of Bengal, vol. 6/7, no 39,‎ 1837.